# سینمای سوم
سینمای سوم (به انگلیسی: Third Cinema) جنبشی در تاریخ سینما است که در کشورهای لاتین و آمریکای جنوبی در دهه شصت آغاز شد و هدف اصلی‌اش ایجاد سینمایی متفاوت با سینمای اول (سینمای هالیوود) و سینمای دوم (سینمای اروپا) بود. بنیان‌گذاران این جنبش، افرادی چون فرناندو سولاناس و اکتاو گتینو بودند. این افراد، سینمای آمریکا را سینمای کاپیتالیستی و سینمای اروپا را یک سینمای غیرسیاسی می‌دانستند و می‌خواستند از سینما به عنوان ابزاری ضداستعماری استفاده کنند. آن‌ها تنها سینمایی را اصیل می‌دانستند که به جای سرگرمی، آگاهی سیاسی و مبارزه را هدف خود کرده باشد. از این جهت با داستان‌گویی در سینما مخالف بودند و سینمای مستند را شکل اصلی سینمای خود قرار دادند.
سینمای اول سینمای هالیوود است که سعی در تبلیغ ارزش‌های برژوازی دارد، هدف این سینما سرگرم کردن مخاطب غیر فعال و پولسازی است. سینمای دوم سینمای اروپاست، این سینما برخلاف سنت هالیوود عمل می‌کند ولی این سینما در حقیقت به یک فرد وابسته است و در حقیقت فیلم بیانگر عقاید کارگردان به معنای مولف فیلم است . فیلم‌های سینمای دوم در دسته فیلم‌های هنری جای می‌گیرند.  اما سینمای سوم یک سینمای غیر تجاری است که هالیوود را به چالش میکشد. این سینما بر خلاف سینمای دومی ابزاری برای بیان عقاید شخصی نیست و کارگردان مولف نیست بلکه صرفا نقش خود را به عنوان یک جز از کل مجموعه فیلم سازی بازی می‌کند. سینمای سوم مخاطب خود را برای سرگرمی جلب نمی‌کند بلکه با بیان حقایق اجتماع الهام بخش فعالیت‌های انقلابی می‌شود.  
سینمای اول یا هالیوود دارای این خصیصه هاست : یک قهرمان معمولاً مرد دارد، پایانی خوش، دارای ساختار مشخص سه پرده‌ای و تدوین خطی است و سینمای سوم همه این موارد را نقض می‌کند، فیلم‌های سینمای سوم یک قهمرمان مشخص ندارد، پایان ان خوش نیست بلکه واقعیست و ساختار شکن و غیر خطی است . 
سینمای سوم به‌عنوان «سینمای رهایی‌بخش» در هر نقطه‌ای از جهان که شرایط پسااستعماری فقر همچنان پابرجاست، حائز اهمیت دانسته شده است. در مطالعات سینمایی، اصول و روش‌های سینمای سوم به بررسی رابطه بین سیاست و فرم سینمایی کمک می‌کند و همچنین در زمینه مطالعات سینمای جهان مورد توجه قرار می‌گیرد.

## فهرست منابع
- کمالی نیا، فرزین، جنبش‌ها و سبک‌های سینمایی، انتشارات نگاره‌پرداز صبا، ۱۳۷۸